# موزه آب یزد
موزه آب یزد در یکی از ارزشمندترین آثار معماری سنتی یزد یعنی خانه کلاهدوزها و در سمت شمالی میدان امیرچخماق یزد قرار گرفته است. پنج طبقه بودن و گذشتن یک رشته کاریز صدها ساله از میان این خانه تاریخی، ویژگی خاص این بناست. در پشت بام این خانه چاهی است که با چرخ چاه از آن آب می‌کشیدند و آب‌انبار خانه را که در طبقه همکف است، پر می‌کردند.
در این موزه ملزومات حفر قنات، ابزارهای اندازه‌گیری حجم آب، اسناد خرید و فروش آب و وقف‌نامه‌هایی بسیار قدیمی، کتابچه میراب‌ها و اسناد توزیع آب، ظروف نگهداری و حمل آب و بسیاری لوازم و اشیاء ارزشمند دیگر وجود دارد.

## تاریخچه
خانه کلاهدوزها در سال ۱۲۲۶ بنا شده است و قدمت طولانی دارد. این بنا متعلق به شخصی به نام حاج سید علی‌اکبر کلاه‌دوز از تاجران معروف دوره قاجار و خانواده وی بود. بعدها در سال ۱۳۷۹ هم‌زمان با برگزاری اولین همایش بین‌المللی کاریز، این ساختمان تاریخی به موزه‌ای برای بیان اهمیت بسیار بالای آب در مناطق کویری تبدیل شد.

## بخش‌ها
بخش‌های مختلف این موزه شامل ماکت سیستم قنات، ظروف قدیمی حمام، ابزار حفر قنات، ظروف حمل و نگهداری آب، ساعت آبی، چراغ کاربید، اتاق آسیاب، لباس مقنی، ماکت چرخ چاه، اتاق اسناد قدیمی خرید و فروش آب، اسناد ازدواج و وقف نامه و موارد مختلف دیگری هستند که اطلاعات خوبی در مورد پیشینه آب یزد در اختیار بازدیدکنندگان قرار می‌دهند.
این موزه دارای سطح‌ها (طبقات) مختلفی به شرح زیر است:
- سطح اول؛ محل برخورد دو قنات

در پایین‌ترین طبقهٔ خانهٔ کلاهدوزها، انشعابات دو کاریزی رحیم آباد و زارج قرار دارد. امروزه قنات زارچ با بیش از ۲۰۰۰ سال قدمت و ۷۵ کیلومتر طول، هنوز هم فعالیت خودش را ادامه می‌دهد.
- سطح دوم؛ محل نگهداری مواد غذایی

طبقه دوم به اصطلاح پایاب است. انباری برای خوراکی‌های متفاوت بود و در آن مواد غذایی مختلفی را با روش‌های خاص نگهداری می‌کردند. پایاب در واقع یک ساحتمان با عمق ۱۰ متری بود که فضای آن به صورت هشت ضلعی ساخته می‌شد و از دمای ثابت که تقریباً همواره در تمام فصول سال ۱۴ درجه می‌شد برخوردار بود. در میان این سطح حوضی دیده می‌شود که گذر آب کاریز از آن هوا را مطبوع نگه می‌دارد.
- سطح سوم؛ اقامتگاه تابستانه موزه

در طبقه بعدی اتاق‌ها و دالان‌های متعددی در آن وجود داشت و برای گذراندن روزهای گرم و طاقت فرسای تابستان گزینه مناسبی به‌شمار می‌رفت. زیر زمین در چهار طرف حیاط و قسمت زیر هر اتاق مخصوص به یکی از ساکنان بود و فقط آن شخص در فصل گرما از آن استفاده می‌کرد.
- سطح چهارم؛ محل سکونت

این طبقه دارای اتاق‌های پنج دری، تالار، اتاق ارسی، آشپزخانه و محل زندگی خدمتکاران خانه نیز بود.
- سطح پنجم؛ پشت بام معروف به چاه‌خانه

از طریق این چاه خانه و با استفاده از چرخ چاه، آب چاه‌های معروف به چهل گز را برمی‌داشتند و برای آشامیدن و موارد بهداشت اهل خانه استفاده می‌کردند. دو نفر مأمور برداشت آب از قناتی بودند که رحیم آباد نام داشت. آنها آب را بالا می‌کشیدند و به منبعی می‌ریختند تا اعضای خانواده در طبقه همکف آن را برداشت کنند. نکته ای که قابل توجه است این است که در این خانه می‌توان لوله‌کشی‌های مربوط به آب را که در حدود ۱۵۰ سال پیش انجام شده نیز مشاهده کرد.

## در فرهنگ عامه
در یکی از قسمت‌های مجموعه تلویزیونی آب‌پریا به صورت اختصاصی به موزه آب یزد پرداخته شده است.